# Castell'Ermo - Peso Grande
Castell'Ermo-Peso Grande è un sito di interesse comunitario della Regione Liguria, istituito nell'ambito della Direttiva 92/43/CEE (Direttiva Habitat) e designato inoltre come Zona Speciale di Conservazione. 

## Territorio

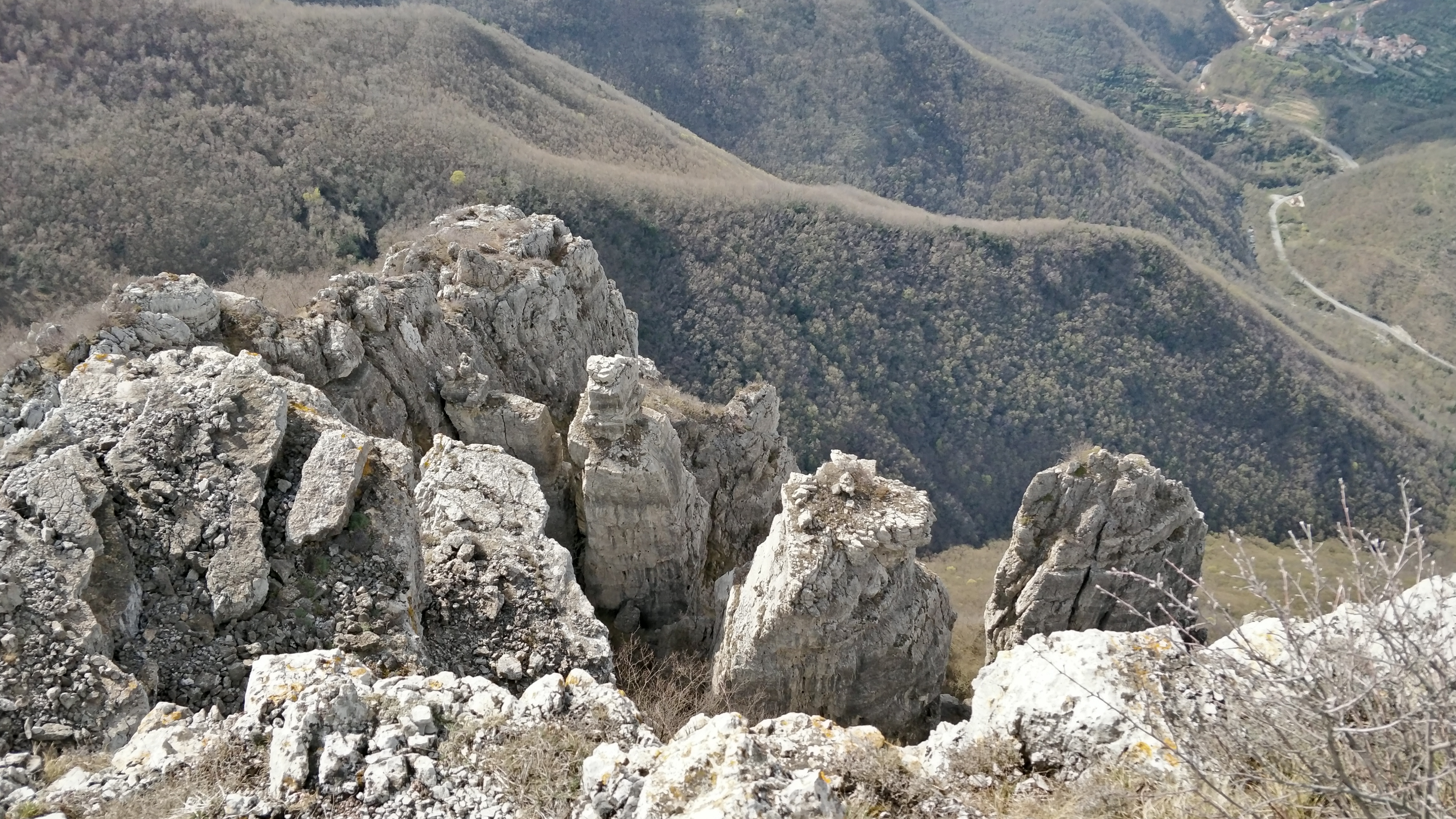
Balze calcaree viste dalla cima

Il SIC prende il nome dalla cima più alta del suo territorio, il Monte Peso Grande (anche noto come Castell’Ermo). Comprende un'area di 1964 ettari nel territorio dei comuni di Aquila d'Arroscia, Arnasco sul Neva, Castelbianco, Nasino, Onzo, Ranzo e Vendone , in provincia di Savona. L'area protetta è paesaggisticamente di grande pregio e comprende la dorsale montuosa che divide due valli dell’entroterra di Albenga, la valle Arroscia (a sud) e la val Pennavaira. Nell’area protetta scorrono numerosi corsi d’acqua e sono presenti caratteristiche pareti e torrioni rocciosi con alla base fitti boschi, in particolare sul versante della dorsale che guarda verso il Pennavaira. Si tratta di un'area carsica, dove sono presenti varie cavità di interesse speleologico. Geologicamente la zona è dominata da rocce calcaree e di dolomie.  Fa parte della ‘’regione biogeografica mediterranea’’. Il suo versante meridionale è considerato una zona con significativo rischio di incendio.

## Habitat

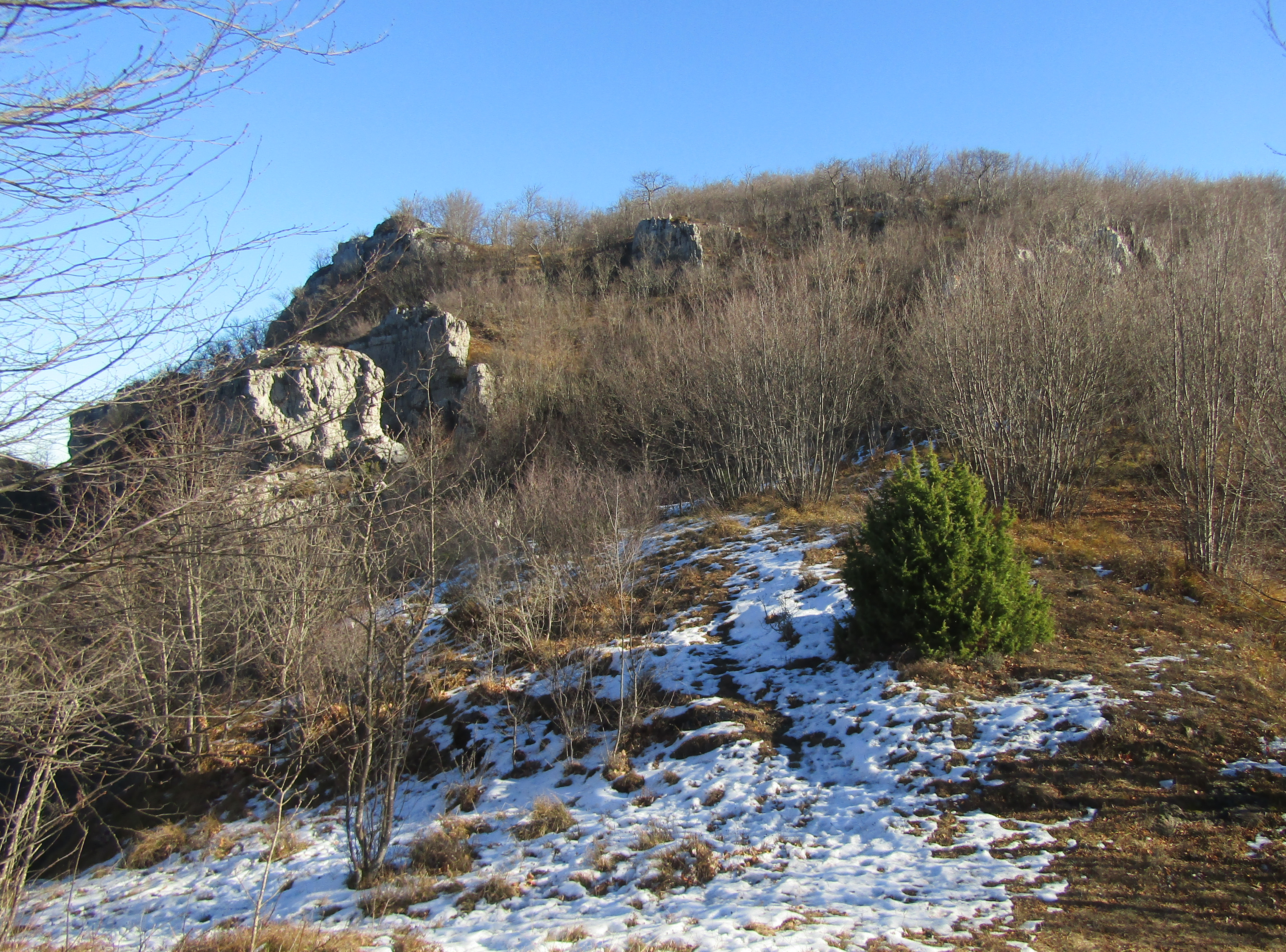
Boschi misti sulla cima orientale del Peso Grande

Nel SIC/ZSC sono presenti i seguenti habitat naturali di interesse comunitario:
- Foreste alluvionali residue di Alnion glutinoso-incanae (cod. 91E0)
- Boschi pannonici di Quercus pubescens (cod. 91H0)
- Castagneti (cod. 9260)
- Foreste di Quercus ilex (cod. 9340)
- Pinete mediterranee di pini mesogeni endemici, compresi il Pinus mugo e il Pinus leucodermis (cod. 9540)
- Terreni erbosi calcarei carsici (Alysso-Sedion albi) (cod. 6110)
- Su substrato calcareo (Festuco Brometalia) (cod. 6210)
- Praterie magre da fieno a bassa altitudine (Alopecurus pratensis, Sanguisorba officinalis) (cod. 6510)
- Sottotipi calcarei (cod. 8210 Sottotipi calcarei)
- Prati pionieri su cime rocciose (cod. 8230)
- Grotte non ancora sfruttate a livello turistico (cod. 8310)

## Flora e vegetazione

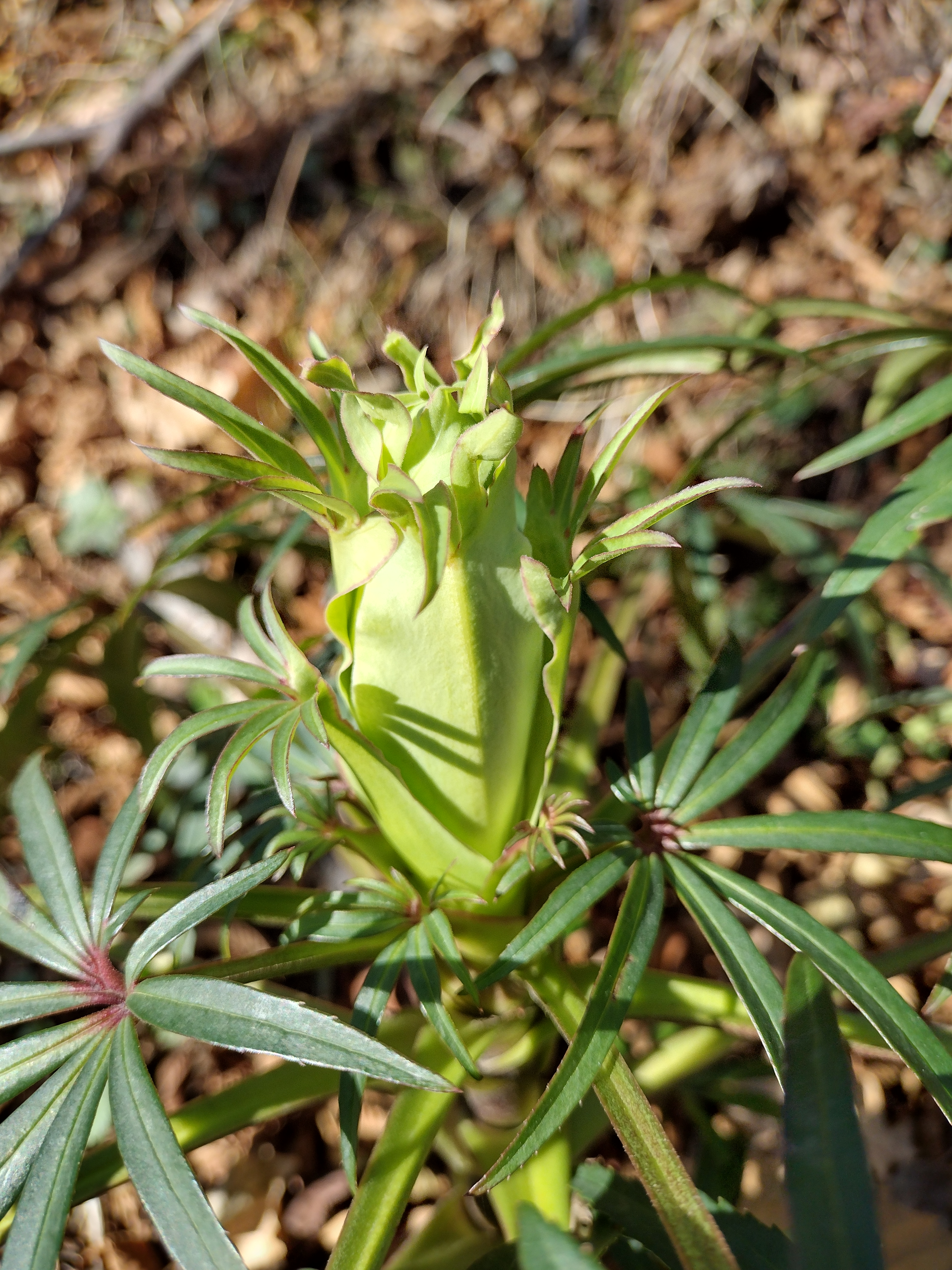
Helleborus foetidus sul versante meridionale del SIC

Tra le specie più significative da un punto di vista conservazionistico presenti nel SIC si possono citare Campanula sabatia e Gentiana ligustica (Allegato II della Direttiva 92/43/CEE) .

## Fauna
Da segnalare la presenza nelle grotte del SIC di rari insetti cavernicoli tra i quali il coleottero ‘’Cicindela maroccana pseudomaroccana’’, endemico della zona. Il sito è anche di notevole importanza per la nidificazione di varie specie di uccelli rapaci. Sul versante settentrionale del monte Peso Grande sono presenti varie vie di arrampicata. La frequentazione di queste vie, caratterizzate in genere da roccia di cattiva qualità, è stata vietata per evitare il disturbo alla nidificazione delle specie di uccelli che frequentano la zona. In seguito alcune di queste vie di roccia, valutate con minore impatto sull'avifauna, sono state riaperte a titolo sperimentale.

## Beni culturali
Alle falde del monte Peso Grande si trova il piccolo Santuario di San Calocero, di origine medioevale, che resta ancora oggi meta di un importante pellegrinaggio che ogni cinque anni coinvolge i fedeli di vari comuni circostanti.